# 1948 Кампала
1948 Кампала (енгл. 1948 Kampala) је астероид главног астероидног појаса чија средња удаљеност од Сунца износи 2,533 астрономских јединица (АЈ).
Апсолутна магнитуда астероида је 12,6.